# Área micropolitana de Chambersburg
El área micropolitana de Chambersburg,  y oficialmente como Área Estadística Micropolitana de Chambersburg, PA µSA tal como lo define la Oficina de Administración y Presupuesto, es un Área Estadística Micropolitana centrada en la localidad de Chambersburg en el estado estadounidense de Pensilvania. El área micropolitana tenía una población en el Censo de 2010 de 149.618 habitantes, convirtiéndola en la 12.º área micropolitana más poblada de los Estados Unidos. El área micropolitana de Chambersburg comprende el condado de Franklin, siendo Chambersburg la localidad más poblada.

## Geografía
El área estadística micropolitana de Chambersburg se encuentra ubicada en las coordenadas 39°56′N 77°43′O / 39.93, -77.72.

## Composición del área micropolitana

### Boroughs
Chambersburg |
Greencastle |
Mercersburg |
Mont Alto |
Orrstown |
Shippensburg‡ |
Waynesboro

### Municipios
Antrim |
Fannett |
Greene |
Guilford |
Hamilton |
Letterkenny |
Lurgan |
Metal |
Montgomery |
Peters |
Quincy |
Southampton |
St. Thomas |
Warren |
Washington 

### Lugares designados por el censo
Fayetteville |
Fort Loudon |
Guilford |
Rouzerville |
Wayne Heights 

### Áreas no incorporadas
Blue Ridge Summit |
Cove Gap |
Johnston |
Marion |
Old Forge |
Scotland |
State Line 